# Marian Pasko
Marian Stanisław Pasko (ur. 26 marca 1946 w Lasie, zm. 15 września 2022) – polski elektrotechnik, prof. dr hab. inż.

## Życiorys
W 1971 ukończył studia elektrotechniki w Politechniki Śląskiej, 17 czerwca 1977 obronił pracę doktorską, 24 października 1994 habilitował się na podstawie pracy zatytułowanej Dobór kompensatorów optymalizujących warunki pracy źródeł napięć jednofazowych i wielofazowych z przebiegami okresowymi odkształconymi. 20 sierpnia 2001 uzyskał tytuł profesora nauk technicznych. 
Został zatrudniony na stanowisku profesora w Katedrze Elektrotechniki i Informatyki na Wydziale Elektrycznym Politechniki Śląskiej.
Awansował na stanowisko profesora zwyczajnego w Katedrze Elektrotechniki i Automatyki na Wydziale Budowy Maszyn i Informatyki Akademii Techniczno i Humanistycznej, oraz w Instytucie Elektrotechniki Przemysłowej i Informatyki na Wydziale Elektrycznym Politechniki Śląskiej.
Był członkiem Polskiego Towarzystwa Elektrotechniki Teoretycznej i Stosowanej i Sekcji VI - Nauk Technicznych Centralnej Komisji do Spraw Stopni i Tytułów, a także członkiem prezydium Komitetu Elektrotechniki PAN.

## Odznaczenia
- Odznaka „Zasłużony dla Politechniki Śląskiej”[1]
- Złoty Krzyż Zasługi (1999)[6]
- Srebrny Krzyż Zasługi (1994)[7]
- Medal Komisji Edukacji Narodowej[1]
- Krzyż Kawalerski Orderu Odrodzenia Polski (2009)[8]